# Titularbistum Novica
Novica war eine antike Stadt in der römischen Provinz Mauretania Caesariensis im Norden von Algerien.
Novica ist ein ehemaliges Bistum der römisch-katholischen Kirche und heute ein Titularbistum.
| Titularbischöfe von Novica |                                                    |                                 |                   |                   |
| Nr.                        | Name                                               | Amt                             | von               | bis               |
| 1                          | Angelo Pedroni Titularerzbischof pro hac vice      | Diplomat des Heiligen Stuhls    | 7. April 1965     | 24. Juni 1992     |
| 2                          | Thomas Joseph Tobin                                | Weihbischof in Pittsburgh (USA) | 3. November 1992  | 5. Dezember 1995  |
| 3                          | Stanisław Ryłko Titularerzbischof pro hac vice     | Kurienerzbischof                | 20. Dezember 1995 | 24. November 2007 |
| 4                          | Jude Thaddeus Okolo Titularerzbischof pro hac vice | Apostolischer Nuntius           | 2. August 2008    |                   |